# Acrophasmus exilis
Acrophasmus exilis är en stekelart som beskrevs av Günther Enderlein 1912. Acrophasmus exilis ingår i släktet Acrophasmus och familjen bracksteklar. Inga underarter finns listade i Catalogue of Life.